# Elezioni parlamentari in Turchia del 1923
Le elezioni parlamentari in Turchia del 1923 si tennero il 28 giugno per il rinnovo della Grande Assemblea Nazionale Turca.
L'Associazione per la difesa dei diritti nazionali (in seguito Partito Popolare Repubblicano) costituiva il partito unico del Paese.

## Sistema elettorale
Le elezioni si svolsero sulla base della legge elettorale ottomana approvata nel 1908, che prevedeva un processo articolato in due fasi: la prima si svolgeva a suffragio popolare diretto (un elettore per i primi 750 abitanti in una circoscrizione, poi uno ogni 500); nella seconda gli elettori nominavano i membri dell'assemblea.
Il 3 aprile 1923 l'età di voto fu abbassato a 18 anni e venne abolito l'obbligo di contribuzione.